# ヴォルィーニ公
ヴォルィーニ公（またはウラジーミル・ヴォルィンスキー公 / ヴォロディムィール公）（ロシア語: Князь Волынский（Князь Владимир-Волынский）、ウクライナ語: Князь Волинські （Князі Володимирські）、リトアニア語: Volīnijas kņazi）はヴォルィーニ公国の君主の称号である。（「公」はクニャージからの訳出による。）公国の首都はウラジーミル、またはウラジーミル・ヴォルィンスキー（ヴォルィーニ地方のウラジーミルの意。現ウクライナ・ヴォロディームィル＝ヴォルィーンシキー）と呼ばれ、公位の名称は地域名・都市名に基づく。

## ヴォルィーニ公の一覧
- フセヴォロド・ウラジミロヴィチ - 在位：987年 - 1013年
- スヴャトスラフ・ヤロスラヴィチ - 在位：? - 1054年
- イーゴリ・ヤロスラヴィチ - 在位：1054年 - 1057年[1]
- ロスチスラフ・ウラジミロヴィチ - 在位：1056/7年 - 1064年[2]
- ヤロポルク・イジャスラヴィチ - 在位：1069年 - 1073年
- オレグ・スヴャトスラヴィチ - 在位：1073年 - 1078年
- ヤロポルク・イジャスラヴィチ - 在位：1078年 - 1085年[3]（再任）
- ダヴィド・イーゴレヴィチ - 在位：1084/5年 - 1086年[4]
- ヤロポルク・イジャスラヴィチ - 在位：1086年[3]（再任）
- ダヴィド・イーゴレヴィチ - 在位：1086年 - 1099年（再任）
- ムスチスラフ・スヴャトポルコヴィチ - 在位：1099年
- ダヴィド・イーゴレヴィチ - 在位：1099年 - 1100年（再任）
- ヤロスラフ・スヴャトポルコヴィチ - 在位：1100年 - 1118年[3]
- ロマン・ウラジミロヴィチ - 在位：1118年 - 1119年
- アンドレイ・ウラジミロヴィチ - 在位：1119年 - 1135年
- イジャスラフ・ムスチスラヴィチ - 在位：1135年 - 1142年[5]
- スヴャトスラフ・フセヴォロドヴィチ - 在位：1142年 - 1146年[6]
- ウラジーミル・アンドレエヴィチ - 在位：1146年 - 1149年
- スヴャトポルク・ムスチスラヴィチ - 在位：1150年[5]
- イジャスラフ・ムスチスラヴィチ - 在位：1149年 - 1152年[5]（再任）
- スヴャトポルク・ムスチスラヴィチ - 在位：1152年 - 1154年[5]（再任）
- ウラジーミル・ムスチスラヴィチ - 在位：1154年 - 1157年
- ムスチスラフ・イジャスラヴィチ - 在位：1157年 - 1170年
- ロマン・ムスチスラヴィチ - 在位：1170年 - 1188年
- フセヴォロド・ムスチスラヴィチ - 在位：1188年
- ロマン・ムスチスラヴィチ - 在位：1188年 - 1206年（再任、1199年にガーリチ公国を統合し[7]、ガーリチ・ヴォルィーニ公。）
- スヴャトスラフ・イーゴレヴィチ (ガーリチ公)（ロシア語版） - 在位：1206年 - 1207年[6]（公位再分割）
- アレクサンドル・フセヴォロドヴィチ - 在位：1207年 - 1209年
- イングヴァリ・ヤロスラヴィチ - 在位：1209年 - 1210年
- アレクサンドル・フセヴォロドヴィチ - 在位：1210年 - 1215年（再任）
- ダニール・ロマノヴィチ - 在位：1215年 - 1238年

（ダニール・ロマノヴィチによりガーリチ公国と統合。ダニールはガーリチ公と、1254年からルーシ王の称号を併称した。ヴォルィーニ公位は弟のヴァシリコ・ロマノヴィチへ。）
- ヴァシリコ・ロマノヴィチ - 在位：1238年 - 1269年[8]
- ウラジーミル・ヴァシリコヴィチ - 在位：1269年 - 1288年[8]
- ムスチスラフ・ダニーロヴィチ - 在位：1289年 - 1292年以降
- レフ・ロマノヴィチ - 在位：1292年以降 - 1301年
- ユーリー・リヴォヴィチ - 在位：1301年 - 1308年
- アンドレイ・ユーリエヴィチ - 在位：1308年 - 1323年

マゾフシェ・ピャスト家（アンドレイの死により断絶、血縁関係のあったボレスワフが相続。）
- ボレスワフ - 在位：1323年 - 1340年[8]

ゲディミナス朝
- リュバルタス・ゲディミナイティス - 在位：1340年 - 1366年[9]
- アレクサンドラス・カリヨタイティス - 在位：1366年 - 1370年
- リュバルタス・ゲディミナイティス - 在位：1370年 - 1383年[9]（再任）
- テオドラス・リュバルタイティス（リトアニア語版） - 在位：1383年 - 1392年（もしくは1390年[10]）、1431年

ゲディミナス朝（ハールィチ・ヴォルィーニ戦争終結。ヴォルィーニ公国領は、ヴォストラウ条約によりリトアニア大公国領に確定。）
- シュヴィトリガイラ・アルギルダイティス - 在位：1434年 - 1452年

（1452年、廃止。）